# Parroquia de Saint Lucy (Barbados)
Saint Lucy es una parroquia de Barbados situada en el extremo norte de la isla. La parroquia de Saint Lucy está representada en la asamblea de Barbados por un diputado.
- Datos: Q1647447
- Multimedia: Saint Lucy, Barbados / Q1647447